# Millettia spireana
Millettia spireana är en ärtväxtart som beskrevs av François Gagnepain. Millettia spireana ingår i släktet Millettia och familjen ärtväxter. Inga underarter finns listade i Catalogue of Life.